# Ctenoplusia phoceoides
Ctenoplusia phoceoides är en fjärilsart som beskrevs av Claude Dufay 1972. Ctenoplusia phoceoides ingår i släktet Ctenoplusia och familjen nattflyn. Inga underarter finns listade i Catalogue of Life.